# 1992年の鉄道
1992年の鉄道（1992ねんのてつどう）とは、1992年（平成4年）に起こった鉄道関係の出来事をまとめたページである。
1991年の鉄道 - 1992年の鉄道 - 1993年の鉄道

## 出来事の一覧

### 3月
- 3月10日
  - 九州旅客鉄道
    - （新駅開業） ハウステンボス駅（大村線 早岐駅 - 南風崎駅間）
    - （電化） 大村線 早岐駅 - ハウステンボス駅 (4.7km・交流60Hz・20kV)
- 3月14日
  - 東日本旅客鉄道
    - （新駅開業） 小野上温泉駅（吾妻線 小野上駅 - 市城駅間）
    - （駅名改称） 千葉みなと駅 ← 千葉港駅（京葉線）

  - わたらせ渓谷鐵道
    - （新駅開業） 下新田駅（わたらせ渓谷線 桐生駅 - 相老駅間）

  - 真岡鐵道
    - （新駅開業） ひぐち駅（真岡線 折本駅 - 久下田駅間）
    - （新駅開業） 笹原田駅、天矢場駅（真岡線 市塙駅 - 茂木駅間）
- 3月19日
  - 西日本旅客鉄道
    - （新駅開業） 呉ポートピア駅（呉線 天応駅 - 小屋浦駅間）

  - 近畿日本鉄道
    - （ワンマン運転開始） 田原本線 新王寺駅 - 西田原本駅
- 3月20日
  - 新潟交通
    - （路線廃止） 電車線 白山前駅 - 東関屋駅 (2.6km)
    - （駅廃止） 白山前駅（新潟交通電車線）
- 3月25日
  - 西日本鉄道
    - （新駅開業） 三国が丘駅（大牟田線 津古駅 - 三沢駅間）
- 3月26日
  - 阿佐海岸鉄道
    - （新線開業） 阿佐東線 海部駅 - 甲浦駅 (8.5km)
    - （新駅開業） 海部駅、宍喰駅、甲浦駅（阿佐東線）

### 4月
- 4月1日
  - 岩手開発鉄道
    - （旅客営業廃止） 日頃市線 盛駅 - 岩手石橋駅 (9.5km)
    - （駅廃止） 猪川駅（日頃市線）
    - （客扱い廃止） 盛駅、岩手石橋駅（日頃市線）

  - 千葉急行電鉄
    - （新線開業） 千葉急行線 千葉中央駅 - 大森台駅 (4.2km)
    - （新駅開業） 千葉中央駅、千葉寺駅、大森台駅（千葉急行線）

  - 函館市交通局
    - （路線廃止） 東雲線 宝来町停留場 - 松風町停留場 (1.6km)
    - （駅廃止） 栄町停留場、労働会館前停留場（東雲線）

  - 南阿蘇鉄道
    - （新駅開業） 南阿蘇水の生まれる里白水高原駅（高森線 阿蘇下田駅（現・阿蘇下田城駅） - 中松駅間）

  - 平成筑豊鉄道
    - （新駅開業） 下伊田駅（伊田線 糒駅 - 田川伊田駅間）
- 4月19日
  - 土佐電気鉄道
    - （駅名改称） デンテツターミナルビル前停留場 ← とでん西武百貨店前駅（後免線）

### 6月
- 6月19日
  - 東京モノレール
    - （新駅開業） 天王洲アイル駅（東京モノレール羽田線 モノレール浜松町駅 - 大井競馬場前駅間）

### 7月
- 7月1日
  - 北海道旅客鉄道
    - （新線開業） 千歳線（空港支線） 南千歳駅 - 新千歳空港駅 (2.6km)
    - （新駅開業） 新千歳空港駅（千歳線(空港支線)）
    - （駅名改称） 南千歳駅 ← 千歳空港駅（石勝線・千歳線）
    - （信号場新設） 西の里信号場（千歳線 北広島駅 - 上野幌駅間）

  - 東日本旅客鉄道
    - （開業） 山形新幹線 福島駅 - 山形駅 (87.1km)
    - （路線愛称使用開始） 山形線（奥羽本線 福島駅 - 山形駅）
    - （駅名改称） かみのやま温泉駅 ← 上ノ山駅、茂吉記念館前駅 ← 北上ノ山駅（奥羽本線）
- 7月8日
  - 新京成電鉄
    - （新駅開業） 新鎌ヶ谷駅（新京成線 北初富駅 - 初富駅間）

  - 北総開発鉄道
    - （路線廃止） 北総・公団線 北初富駅 - 新鎌ヶ谷駅 (0.8km)
    - （駅廃止） 新鎌ヶ谷駅（北総・公団線）
- 7月15日
  - 仙台市交通局
    - （延伸開業） 南北線 泉中央駅 - 八乙女駅 (1.2km)
    - （新駅開業） 泉中央駅（南北線）
- 7月23日
  - 四国旅客鉄道
    - （電化） 予讃線 観音寺駅 - 新居浜駅 (46.6km・直流1,500V)
    - （電化） 予讃線 今治駅 - 伊予北条駅 (32.0km・直流1,500V)

### 9月
- 9月7日
  - 水島臨海鉄道
    - （新駅開業） 常盤駅（水島本線 栄駅 - 水島駅間）
- 9月10日
  - 京福電気鉄道
    - （新駅開業） (臨)仁愛グランド前駅（越前本線 中角駅 - 鷲塚針原駅間）
- 9月18日
  - 近畿日本鉄道
    - （ワンマン運転開始） 北勢線 西桑名駅 - 阿下喜駅（3両編成のみ）
- 9月21日
  - 東武鉄道
    - （複線化） 伊勢崎線 羽生駅 - 川俣駅

### 10月
- 10月1日
  - 九州旅客鉄道
    - （駅名改称） 小波瀬西工大前駅 ← 小波瀬駅（日豊本線）
- 10月16日
  - 近畿日本鉄道
    - （路線移設） 大阪線 大阪教育大前駅 - 関屋駅（上り線）
- 10月22日
  - 西日本旅客鉄道
    - （新駅開業） 六地蔵駅（奈良線 桃山駅 - 木幡駅間）
- 10月25日
  - 西日本鉄道
    - （新駅開業） 西黒崎駅（北九州本線 黒崎車庫前停留場 - 熊西駅間）
    - （路線廃止） 北九州本線 砂津駅 - 黒崎駅前駅 (12.7km)
    - （駅廃止） 砂津駅、米町駅、小倉駅前駅、魚町駅、室町駅、大門駅、竪町駅、金田駅、下到津駅、歯大前駅、到津遊園駅、遊園前バス営業所駅、昭和駅、七条駅、荒生田駅、三条駅、大蔵駅、上本町駅、中央町駅、春の町駅、尾倉駅、八幡駅前駅、製鉄西門前駅、前田駅、桃園駅、陣山駅、紅梅駅、藤田駅（北九州本線）
- 10月28日
  - 近畿日本鉄道
    - （路線移設） 大阪線 大阪教育大前駅 - 関屋駅（下り線）

### 11月
- 11月6日
  - 近畿日本鉄道
    - （複線化） 志摩線 鳥羽駅 - 中之郷駅
- 11月14日
  - 名古屋鉄道
    - （駅名改称） 大森・金城学院前駅←大森駅（瀬戸線）

### 12月
- 12月3日
  - 東日本旅客鉄道
    - （新駅開業） 空港第2ビル駅（成田線 成田駅 - 成田空港駅間）

  - 京成電鉄
    - （新駅開業） 空港第2ビル駅（本線 京成成田駅 - 成田空港駅間）

  - 山万
    - （新駅開業） 地区センター駅（ユーカリが丘線 ユーカリが丘駅 - 公園駅間）
- 12月22日
  - 近畿日本鉄道
    - （複線化） 志摩線 船津駅 - 加茂駅

## 主なダイヤ改正

### 3月
- 3月14日
  - 北海道旅客鉄道・東日本旅客鉄道・東海旅客鉄道・西日本旅客鉄道・四国旅客鉄道・九州旅客鉄道
- 3月19日
  - 近畿日本鉄道
- 3月31日
  - 東武鉄道
    - （廃止） 東上線の秩父鉄道直通特急「みつみね」・「ながとろ」を廃止。

### 4月
- 4月1日
  - 四国旅客鉄道
    - 高徳線ダイヤ改正。

  - 京成電鉄
    - （相互直通運転開始） 千葉線 京成津田沼駅 - 千葉急行線 大森台駅

  - 京浜急行電鉄
- 4月16日
  - 京浜急行電鉄
    - 「京急ウィング号」運転開始。

### 5月
- 5月28日
  - 京王帝都電鉄
    - 相模原線に特急を新設。

### 7月
- 7月1日
  - 北海道旅客鉄道・東日本旅客鉄道
- 7月8日
  - 新京成電鉄・北総開発鉄道・住宅・都市整備公団
    - 連絡線廃止に伴い相互直通運転廃止。
- 7月15日
  - 九州旅客鉄道
  - 上信電鉄
    - 上信線の急行を廃止。
- 7月23日
  - 四国旅客鉄道
    - 予讃線ダイヤ改正。

### 10月
- 10月22日
  - 西日本旅客鉄道
    - 奈良線ダイヤ改正。

### 11月
- 11月10日
  - 南海電気鉄道
    - （運転開始） 特急「りんかん」（南海本線・高野線 難波駅 - 橋本駅）
- 11月24日
  - 名古屋鉄道 ※白紙改正

## 災害・不通・事故・事件など

### 3月
- 3月15日
  - 島原鉄道
    - （災害・不通） 島原鉄道線 島原外港駅 - 深江駅（前年の雲仙岳噴火による土石流のため）。

### 4月
- 4月8日
  - 西日本旅客鉄道
    - （事故） 山陽本線（JR神戸線） 須磨駅-塩屋駅間沿線の国道2号上で四輪駆動車とトレーラーによる事故が発生。トレーラーが線路上に転落し、直後に同区間走行中の寝台特急「さくら」（JR西日本EF66形・JR九州14系）と衝突。機関車が脱線転覆、客車は脱線し、荷台が突き刺さった（寝台特急さくらトレーラー衝突事故）。
- 4月14日
  - 島原鉄道
    - （運転再開） 島原鉄道線 島原外港駅 - 深江駅（前月15日から土石流災害のため不通だった）。

### 6月
- 6月2日
  - 関東鉄道
    - （事故） 常総線 取手駅構内で列車衝突事故発生（関東鉄道常総線列車衝突事故）。
- 6月16日
  - 帝都高速度交通営団
    - （事故） 日比谷線 中目黒駅引き上げ線上で、折り返しのため構内運転中の車両（東武2000系・営団3000系）同士が衝突（営団地下鉄日比谷線中目黒駅引上線衝突事故）。
- 6月28日
  - 東日本旅客鉄道・日本貨物鉄道
    - （事故） 伊東線 来宮駅構内の電留線にて出発待機中の東海道本線回送列車が、出発信号機を誤認し冒進。東海道本線本線上を走行中の貨物列車と衝突（東海道線来宮駅構内列車衝突事故）。

### 8月
- 8月20日
  - 四国旅客鉄道
    - （燃料切れ） 予讃線 伊予立川駅-伊予中山駅間走行中の普通列車が、山間部で燃料切れのため立ち往生（予讃線気動車燃料切れトラブル）。

### 9月
- 9月14日
  - 東日本旅客鉄道
    - （事故） 成田線 大菅踏切で、遮断機降下後踏切内に侵入したダンプカーに普通列車が衝突する踏切障害事故発生（成田線大菅踏切事故）。

### 10月
- 10月15日
  - 帝都高速度交通営団
    - （事故） 半蔵門線 鷺沼検車区構内で脱線事故発生（営団地下鉄半蔵門線鷺沼車庫脱線事故）。

### 11月
- 11月3日
  - 島原鉄道
    - （事故） 島原鉄道線 阿母崎駅-吾妻駅間で列車衝突事故発生（島原鉄道列車正面衝突事故）。

### 12月
- 12月28日
  - 帝都高速度交通営団
    - （事故） 半蔵門線 鷺沼検車区構内で再び脱線事故発生（営団地下鉄半蔵門線鷺沼車庫脱線事故）。

## 鉄道車両

### 運転開始・運転終了・さよなら運転

#### 3月
- 3月8日
  - 小田急電鉄
    - （さよなら運転） 3000形（小田原線・多摩線 新宿駅 - 新百合ヶ丘駅 - 唐木田駅）
- 3月13日
  - 東海旅客鉄道
    - （運転終了） キハ80系（特急「南紀」）

  - 西日本旅客鉄道
    - （運転終了） キハ28系・キハ58系（急行「ながと」）
    - （運転終了） キハ58系（急行「はしだて」）
- 3月14日
  - 東日本旅客鉄道
    - （運転開始） 901系（京浜東北線・根岸線 大宮駅 - 横浜駅 - 大船駅）

  - 東海旅客鉄道
    - （運転開始） 300系（東海道新幹線 東京駅 - 新大阪駅(「のぞみ」のみ)）
    - （運転開始） キハ85系（特急「南紀」）
- 3月19日
  - 近畿日本鉄道
    - （運転開始） 22000系電車（「名阪乙特急」）
- 3月24日
  - 九州旅客鉄道
    - （運転終了） キハ183系（臨時特急オランダ村特急）
- 3月25日
  - 九州旅客鉄道
    - （運転開始） 485系（特急「ハウステンボス」）
- 3月26日
  - 四国旅客鉄道
    - （運転開始） キハ40系・キハ185系（阿佐海岸鉄道阿佐東線 海部駅 - 甲浦駅）

  - 阿佐海岸鉄道
    - （運転開始） ASA-100形・ASA-200形（阿佐東線 海部駅 - 甲浦駅）
- 3月31日
  - 四国旅客鉄道
    - （運転終了） 50系（高徳線 高松駅 - 徳島駅）

  - 東京急行電鉄
    - （運転開始） 2000系（田園都市線・新玉川線・営団地下鉄半蔵門線 中央林間駅 - 二子玉川園駅 - 渋谷駅 - 水天宮前駅）

#### 4月
- 4月20日
  - 東日本旅客鉄道
    - （運転開始） 215系（「湘南ライナー」・快速「アクティー」）

#### 5月
- 5月17日
  - 名古屋市交通局
    - （運転開始） 5050形（東山線 高畑駅 - 藤ヶ丘駅）

#### 6月
- 6月1日
  - 西武鉄道
    - （運転開始） 6000系（池袋線 池袋駅 - 飯能駅）

#### 7月
- 7月1日
  - 北海道旅客鉄道
    - （運転開始） 721系（千歳線(空港支線) 南千歳駅 - 新千歳空港駅）
    - （運転開始） 781系（特急「すずらん」・快速「エアポート」）

  - 東日本旅客鉄道・山形ジェイアール直行特急保有
    - （運転開始） 400系（東北新幹線・山形新幹線 東京駅 - 福島駅 - 山形駅(「つばさ」のみ)
    - （運転開始） 485系（特急「こまくさ」）
    - （運転終了） 485系（特急「つばさ」
- 7月8日
  - 横浜市交通局
    - （運転開始） 3000形（1・3号線 戸塚駅 - 関内駅 - 新横浜駅）
- 7月15日
  - 九州旅客鉄道
    - （運転開始） キハ183系（特急「ゆふいんの森」）
    - （運転開始） キハ185系（特急「あそ」・「ゆふ」）
    - （運転開始） 783系（特急「つばめ」）
    - （運転開始） 787系（特急「有明」・「つばめ」）
    - （運転終了） キハ58系・キハ65系（急行「火の山」・「由布」）
    - （運転終了） 485系（特急「にちりん」 鹿児島本線 下関駅 - 小倉駅）

#### 12月
- 12月29日
  - 東武鉄道
    - （運転開始） 20050系（伊勢崎線・営団地下鉄日比谷線 東武動物公園駅 - 北千住駅 - 中目黒駅）

### 新系列・新形式
- 北海道旅客鉄道
  - 281系気動車（試作車）
- 東日本旅客鉄道
  - 952・953形電車「STAR21」（高速試験車両）
  - 215系電車
  - 901系電車（試作車）
- 西日本旅客鉄道
  - 500系電車900番台「WIN350」（高速試験車両）
  - 681系電車
- 四国旅客鉄道
  - 8000系電車
- 九州旅客鉄道
  - 787系電車
- 日本貨物鉄道
  - ED500形電気機関車
  - DF200形ディーゼル機関車
  - チキ5500形貨車
  - ワ100形貨車
- 京王帝都電鉄
  - 8000系電車
- 東京急行電鉄
  - 2000系電車
- 西武鉄道
  - 6000系電車
- 東武鉄道
  - 20050系電車
- 近畿日本鉄道
  - 22000系電車
- 京阪電気鉄道
  - 700形電車
- 南海電気鉄道
  - 1000系電車
  - 11000系電車
- 横浜市交通局
  - 3000形電車
- 名古屋市交通局
  - 5050形電車
- 神戸市交通局
  - 3000形電車
- 福岡市交通局
  - 2000系電車
- 阿佐海岸鉄道
  - ASA100形・ASA200形気動車
- 京福電気鉄道
  - モボ611形電車
- 熊本市交通局
  - 9200形電車
- 鹿児島市交通局
  - 2130形電車

### 譲渡形式
- 上信電鉄←西武鉄道
  - 150形電車
- 秩父鉄道←東日本旅客鉄道
  - 3000系電車
- 日立電鉄←帝都高速度交通営団
  - 3000形電車
- 九州旅客鉄道←四国旅客鉄道
  - キハ185系気動車
- 千葉急行電鉄←京成電鉄
  - 1000形電車（正式には譲渡ではなくリース）
- 新京成電鉄←北総開発鉄道
  - 800形電車
- 豊橋鉄道←東京都交通局（都電）
  - モ3500形電車
- 土佐電気鉄道←ノルウェー・オスロ市営鉄道（オスロ市電）
  - 198形電車

### 消滅形式
- 日本貨物鉄道
  - ホキ8800形貨車
- 東武鉄道
  - 2080系電車
- 小田急電鉄
  - 3000形電車（初代）
- 秩父鉄道
  - 500系電車
- 湘南モノレール
  - 300形電車
- 日立電鉄
  - クハ2500形電車
- 茨城交通
  - ケハ600形気動車
- 大井川鉄道
  - 3000形電車（初代）

### 受賞
- ブルーリボン賞：小田急電鉄20000形電車
- ローレル賞：東日本旅客鉄道253系電車、九州旅客鉄道キハ200系気動車
- グッドデザイン商品：京王帝都電鉄8000系電車